# Querulant
Als Querulant (von lateinisch queri – „vor Gericht klagen“) wurde ursprünglich in der Rechtsprechung ein Mensch bezeichnet, der trotz geringer Erfolgsaussicht besonders unbeirrbar und zäh einen Rechtskampf führte. Dabei steht ein geringfügiger oder vermeintlicher Anlass kaum noch in einem angemessenen Verhältnis zum rechthaberischen, misstrauischen, fanatischen und unbelehrbaren Vorgehen der so bezeichneten Menschen.

## Begriffsverwendung
Auch Personen, die bei Behörden oder vor Gericht zum wiederholten Male unbegründete Anträge stellen, werden als Querulanten bezeichnet. Später wurde der Begriff von der Psychiatrie aufgegriffen und entweder als eigenes, wahnhaftes, oft paranoides Krankheitsbild, als Persönlichkeitsstörung oder als begleitendes Symptom anderer psychischer Störungen beschrieben. Die Anwendung des Begriffs ist rechtlich problematisch, steht doch beim Vorliegen einer derartigen Störung die Prozessfähigkeit in Frage. Dadurch kann ein Betroffener effektiv an der missbräuchlichen Nutzung von Klagen und Rechtsbehelfen, aber auch an der Durchsetzung tatsächlicher Rechte gehindert werden. Eine gesetzliche Definition des Querulanten fehlt, weshalb auch missbräuchliche oder fehlerhafte Verwendungen des Begriffs diskutiert werden.
In der Zeit des Nationalsozialismus wurden Personen, die vor Behörden oder Gerichten von der NS-Ideologie abweichende Ziele erstreiten wollten, ebenfalls als Quengler oder Querulanten bezeichnet und daraufhin in „Schutzhaft“ genommen, später auch in Arbeits- und Konzentrationslager verbracht.
Bildungssprachlich abwertend bezeichnet Querulant jemanden, der sich unnötigerweise beschwert und dabei starrköpfig auf sein zum Teil vermeintliches Recht pocht. Die Eigenschaft einer solchen Person wird als Querulanz bezeichnet.

## Begriffsgeschichte
„Diejenigen Parteyen, welche sich der vorgeschriebenen Ordnung nicht unterwerfen, sondern entweder Collegia und deren Vorgesetzte mit offenbar grundlosen und widerrechtlichen Beschwerden gegen bessere Wissenschaft und Überzeugung belästigen; oder nachdem sie ihres Unrechts gehörig bedeutet worden, mit ihren Klagen dennoch fortfahren, (…) sollen als muthwillige oder boshafte Querulanten angesehen, ihnen der Prozeß gemacht, und über ihre Bestrafung rechtlich anerkannt werden.“

Der Psychiater Gerhard Möllhoff hat die Querulanz und psychogene Wahnbildungen unter medizinhistorischen, psychodynamischen und psychiatrischen Aspekten auch im Hinblick auf Begutachtungsfragen detailliert erörtert. Dem Begriff Querulant begegne er bereits im römischen und normannischen Recht. Dort habe dieser seinen Ursprung und auch bereits eine besondere Ausformung erfahren. Queror de injuriis wurde schon früh als quaerimonia (Ausdruck des Schmerzes über tatsächlich erlittenes Unrecht und Leid) von der querela (Betroffenheit von vermeintlich erlittenem Unrecht) unterschieden. Querula criminalis levis sive gravis und querulia possessionis bezeichneten straf- und zivilrechtliche Anklagen und Anträge, die auch als Berufungen (querela de protracta institutia) zu den Obergerichten gelangen konnten, wenn Rechtsfehler der unteren Instanzen gerügt wurden. Querulus ist seit dem Mittelalter der nörgelnde und quengelnde Antragsteller, der objektiv grundlos Ämter und Gerichte belästige. Heinrich von Kleist hat das Schicksal eines „Querulanten“ in der Gestalt des Kaufmanns Hans Kohlhase in freier Ausgestaltung in seiner Novelle Michael Kohlhaas eindrucksvoll übermittelt.
Eine verbindliche rechtliche Definition eines (Rechts-)Querulanten gibt es bis heute nicht. Orientierung bieten nur Gesetzeskommentare wie etwa der Kommentar zur Zivilprozessordnung von Baumbach, Lauterbach, Albers und Hartmann, der typisch-querulatorische Verhaltensweisen und deren Folgen beschreibt und weiche Kriterien aufstellt, bei denen ein Richter sinnlose Eingaben „nach vorheriger sachlicher Bescheidung und Verwarnung künftig unbeachtet zu den Akten nimmt“. Allerdings wird bei „schuldlos unsachlichem Vortrag“ dennoch die Achtung des Anspruchs auf rechtliches Gehör gefordert. Im selben Gesetzeskommentar wird der Jurist und Kriminologe Joachim Hellmer zitiert, der 1980 dafür plädierte, den Begriff „Querulanz“ aus dem Vokabular der Sachverständigen zu streichen. Querulanz sei „weder eine Geisteskrankheit noch ein die Geschäfts-, Prozess- oder Zurechnungsfähigkeit berührender Zustand, sondern hartnäckige Kritik und furchtloser Widerspruch gegen irgendwelche Zu- oder Missstände, meistens besonders intelligenter und sensibler Menschen, gewiss oft überzogen und eskalierend bis zum Exzess“.

## Querulanz in der Psychiatrie
Die erste Bezeichnung von Menschen als „Wahnsinnige aus Rechthaberei“ erfolgte Mitte des 19. Jahrhunderts durch den Rechtsmediziner Johann Ludwig Casper. Später spezifizierten die Psychiater Emil Kraepelin und Eduard Hitzig in der Kraepelin–Hitzigschen These Querulanz als Krankheit, zunächst unter dem Oberbegriff der Paranoia. Anfang des 20. Jahrhunderts unterschied Kraepelin dann zwischen echter Querulanz als Symptom einer Psychose und Pseudoquerulanz als Teil bestimmter Psychopathien. Carl Wernicke dagegen ging von Querulanz als klar abgrenzbare, eigene Wahnerkrankung aus, während Kurt Kolle eine wahnhafte Herleitung verneinte.
Die medizinisch-psychiatrischen Klassifikationssysteme ICD-10 und DSM-IV unterscheiden noch heute zwischen dem Querulantenwahn und der Querulatorischen Persönlichkeitsstörung, jeweils als untergeordnete Ausprägung anderer Störungen. Beiden Störungsbildern gemeinsam ist ein rechthaberisches, unbelehrbares, fanatisches Verhalten bei Menschen, die eine sensible, leicht kränkbare Disposition aufweisen (übertriebene Empfindlichkeit bei Rückschlägen und Zurückweisung). Epidemiologische Daten und Statistiken zu querulatorischem Verhalten liegen kaum vor, entsprechende Diagnosen gelten heute als sehr selten. Das Wissen über Querulanten beruht darum überwiegend auf Fallbeschreibungen.

### Querulatorische Persönlichkeitsstörung
Als Kriterium zur Diagnose einer querulatorischen Persönlichkeitsstörung als Ausprägung der paranoiden Persönlichkeitsstörung gilt das zunehmende Leiden des Umfeldes unter der Rücksichtslosigkeit des Betroffenen. Beginnend mit einer typischerweise bagatellhaften Auseinandersetzung entspinnt sich ein umfangreicher Kampf, der sich bald vom ursprünglichen Anlass und von der Suche nach einer konkreten Lösung, etwa einer realistischen finanziellen Entschädigung, entfernt. Es kommt zu weiteren Klagen und Beschwerden, Gegenklagen, umfangreichem Schriftverkehr und auch zu Beleidigungen. Mitunter entwickelt sich im Kampf um „das Recht an sich“ ein vom herrschenden Verständnis teilweise oder ganz abgekoppeltes Verständnis von Gerechtigkeit, das verbissen durchgesetzt werden soll.

### Querulatorischer Wahn
Die Grenze zum querulatorischen Wahn, auch Querulantenwahn oder Michael-Kohlhaas-Syndrom genannt, zeigt sich durch die gänzlich fehlende Möglichkeit des Betroffenen, einen „Zweifel an der Rechtmäßigkeit seiner eigenen Position und des eigenen Verhaltens“ zu hegen. Er unterstellt seiner Umwelt in weiten Teilen feindliche, verwerfliche Motive und ist von Verschwörungen zu seinen Ungunsten überzeugt. Auch eine Lösung vom ursprünglichen Prozessgegner oder Schädiger, verbunden mit der Ausweitung der Auseinandersetzung auf alle, die den Querulanten in seinem Kampf um Gerechtigkeit behindern, oder gar auf die ganze Gesellschaft, ist eine wahntypische Entwicklung, ebenso wie das Bestehen auf unverhältnismäßigen bis absurden Sanktionen und Rechtsfolgen. Kommt es zu einer Ausrichtung der gesamten Lebensumstände auf den „Kampf um Gerechtigkeit“, können Betroffene ihr soziales und familiäres Umfeld verlieren.

### Querulanz als Syndrom
Neuere Publikationen führen Querulanz seltener auf eine eigene Diagnose zurück, sondern beschreiben sie als Syndrom, das unterschiedlich ausgeprägt bei verschiedenen psychiatrischen Störungen auftreten kann. Detlef E. Dietrich und Bastian Claassen (2012) empfehlen die Betrachtung querulatorischen Verhaltens als Spektrum mit fließendem Übergang „vom Gesunden bis zum Patienten mit ausgeprägtem Wahn“, wobei die diagnostischen Kodierungsmöglichkeiten als Verankerung für krankhafte Zustände genutzt werden sollen. Zu einer Verortung zwischen einer eher wahnhaften oder aus Paranoider Persönlichkeitsstörung resultierenden Querulanz müssten weitere Symptome und die Lebensgeschichte eines Patienten betrachtet werden. Auch der Schweizer Psychiater Franz Caduff betrachtet Querulanz als ein Verhaltensmerkmal zwischen „einfühlbarer Rechtsuche über krankhafte, das Leben bestimmende Rechthaberei bis zum psychotischen Wahn“. Was man als querulatorisch bezeichnet, unterscheide sich nicht nur von Kultur zu Kultur, sondern ändere sich auch innerhalb einer Gesellschaft mit der Zeit. So stellt er fest, dass die Querulanz seit den 1960er Jahren aus dem klinisch-psychiatrischen Interesse nahezu verschwunden ist. Als Grund für die zurückgehende Diagnosestellung vermutet er auch die frühere, abwertende Verwendung des Begriffs, der daher heute auch bei klar querulatorischem Verhalten nicht mehr verwendet würde.

### Behandlung und Vorbeugung
Betroffene erleben sich in ihrem Kampf um Gerechtigkeit selten als behandlungsbedürftig, eher führen leidende Angehörige oder eine Aufforderung zur Begutachtung zum Kontakt mit einem Psychiater, Psychologen oder Psychotherapeuten. Die Literatur bietet weder große Hoffnung noch vielfältige Ansätze für eine erfolgreiche Behandlung querulatorischer Störungen. Wahntypische Symptome können etwa mit atypischen Neuroleptika, die auch eine stimmungsstabilisierende Wirkung haben, behandelt werden. Ein Infragestellen des Gerechtigkeitsstrebens eines Patienten im Rahmen einer Psychotherapie gilt nicht als empfehlenswert, ebenso wie Diskussionen um einzelne Forderungen und Klagen. Eher sei er in seinem Bestreben nach Gesichtswahrung, persönlicher Rehabilitierung und Anerkennung ernst zu nehmen, wobei mit ihm dazu außergerichtliche Wege zu entwickeln wären. Auch das Herausarbeiten der Entbehrungen, die er sich und seinen Angehörigen zumutet, kann zielführend sein.
Ansätze zur Vorbeugung einer querulatorischen Entwicklung ergeben sich aus der Betrachtung der auslösenden Unrechtserlebnisse als soziale Faktoren: Rein formale, bürokratische und verständnislose Reaktionen von Behörden und anderen Institutionen auf Beschwerden und Anliegen können die Entwicklung und Eskalation querulatorischen Verhaltens auslösen und vorantreiben. Dagegen helfen allgemeinverständliche, verständnisvolle, auf den Einzelfall und auf Alternativlösungen eingehende Texte selbst in ablehnenden Bescheiden, derartige Fehlentwicklungen zu vermeiden.

## Auffälligkeiten bei schriftlichen Äußerungen
In der Darstellung ihrer Forderungen fertigen Rechtsquerulanten durchschnittlich häufigere und längere Schriftsätze an, denen sie mitunter ungewöhnliche, nicht einschlägige Anlagen beträchtlichen Umfangs beifügen. Auch Ausdruck, Formatierung, Fußnoten, vielfältige Hervorhebungen durch Farbe, Großschrift, mehrfache Unterstreichungen oder Textmarkierungen, auffällige Wiederholungen von Zeichen („???“) oder die eigentümliche Anwendung von Fachbegriffen nehmen oft sonderbare Züge an.

## Verwendung des Begriffes im Dritten Reich
Das Verwaltungsgericht Frankfurt am Main sprach mit Urteil vom 21. März 2007 einem Kläger Entschädigungsansprüche im Sinne der „Richtlinien der Hess. Landesregierung über Härteleistungen an Opfer von nationalsozialistischen Unrechtsmaßnahmen“ zu. Denn nach § 1 Buchstabe e) der Richtlinien sind Personen, die wegen ihrer Lebensweise oder Lebensumstände als – im Sinne der NS-Ideologie – gemeinschaftsstörend behandelt wurden (z. B. „Querulanten“, „Arbeitsscheue“, „Wohnungslose“) und als solche geschädigt wurden, als Leistungsberechtigte anzuerkennen.

## Juristische Bedeutung in Deutschland
Gerichte gehen von Querulantenwahn aus, wenn die Vorstellungen einer Partei „von einer eindeutigen Beeinträchtigung eigener Rechte sich weiter intensivieren und Zweifel an der Rechtmäßigkeit der eigenen Position nicht mehr zugelassen werden, absolute Uneinsichtigkeit und Selbstgerechtigkeit sich mit einer Ausweitung des Kampfes vom ursprünglichen Gegner auf andere Menschen und Instanzen verbindet und ein Kläger nicht mehr in der Lage ist, die verfahrensmäßige Behandlung seiner Ansprüche durch die Gerichte nachzuvollziehen“.

### Schuldfähigkeit
Ein diagnostizierter Querulantenwahn kann zur Einschränkung der Schuldfähigkeit im strafrechtlichen Sinne führen.

### Prozessfähigkeit
Der Hessische Verwaltungsgerichtshof in Kassel entschied 1967, dass ein Querulant partiell prozessunfähig sein kann und dass diese Prozessunfähigkeit ausnahmsweise ohne Zuziehung eines Psychiaters vom Gericht festgestellt werden kann. Auf der anderen Seite tragen Querulanten möglicherweise zur Verbesserung des Rechtssystems bei. Es wird zum Beispiel geschätzt, dass 80 % der höchstrichterlichen Entscheidungen auf Querulanten zurückgehen. Nachvollziehbar belegt ist dieser behauptete hohe Anteil jedoch nicht: „Die gibt es nicht, diese Zahl, und sie ist auch in keiner Studie aufgetreten.“
Gleichwohl ist der von Querulantenwahn Betroffene nicht zuletzt vor sich selbst zu schützen, weil sich dieser in einem die freie Willensbildung beeinflussendem Zustand krankhafter Störung der Geistestätigkeit (§ 104 Nr. 2 BGB) befindet, so dass er fortan nur noch mit einem Betreuer klagen und verklagt werden kann. Grundsätzlich ist jedoch jede Person als prozessfähig anzusehen. Derjenige, der von einem Querulanten in einem Zivilprozess in Anspruch genommen worden ist, hat dem Gericht Tatsachen darzulegen, die an der Prozessfähigkeit Zweifel aufkommen lassen. Die Prozessfähigkeit ist vom Gericht zwar von Amts wegen nach § 56 ZPO zu prüfen. Es geht aber von der Prozessfähigkeit aus, bis ihm Bedenken aufgezeigt werden (keine Amtsermittlung). Da die Amtsprüfung unabhängig von der Rüge einer Partei zu erfolgen hat, kann das Gericht bei Vorliegen von Anhaltspunkten aber auch von sich aus auf Bedenken hinsichtlich der Prozessfähigkeit einer der Parteien hinweisen und Beweis erheben.
Bleiben dem Gericht nach Erschöpfung aller erschließbaren Erkenntnisquellen aber Zweifel, ob eine Partei als prozessfähig anzusehen ist, etwa wenn die betroffene Partei eine Begutachtung ihres Geisteszustandes verweigert, kehrt sich die Vermutung der Prozessfähigkeit in ihr Gegenteil: der Betroffene ist als prozessunfähig anzusehen und die Klage als unzulässig abzuweisen. Das Gericht hat die betroffene Partei allerdings zuvor anzuhören, auf die Folgen seines Ausbleibens und auf die Möglichkeit einer Betreuerbestellung hinzuweisen.

### Nichtbescheidung von Anträgen
Der Bundesgerichtshof sieht sich befugt, offensichtlich unzulässige und erkennbar rechtsmissbräuchliche Eingaben nicht mehr zu bescheiden. Das Bundesverfassungsgericht stützt diese Vorgehensweise: „Die Rechtsschutzgarantie umfasst insofern nicht den Anspruch darauf, eine förmliche Entscheidung auch auf Eingaben zu erhalten, die missbräuchlich, offensichtlich wiederholend oder sinnlos vorgebracht werden. Gerichte müssen eindeutig missbräuchliche Anträge [...] ebenso wenig bescheiden wie ganz offensichtlich schlicht wiederholende, den Streit lediglich verlängernde Anträge derselben Sache...“

### Auferlegung von Missbrauchsgebühren
Das Bundesverfassungsgericht kann nach § 34 Abs. 2 BVerfGG eine Missbrauchsgebühr bis zu 2.600 Euro auferlegen, was so begründet wird: „Das Bundesverfassungsgericht muss es nicht hinnehmen, dass es durch eine derart sinnentleerte Inanspruchnahme seiner Arbeitskapazität bei der Erfüllung seiner Aufgaben behindert wird und dadurch anderen Rechtsuchenden den ihnen zukommenden Grundrechtsschutz nur verzögert gewähren kann...“ Auch andere Prozessordnungen sehen ähnliche Gebühren vor.

### Unzulässigkeit von Eingaben
Eine im Übrigen mögliche Eingabe, die „sich insgesamt als rechtsmissbräuchlich“ erweist oder sich auf „offensichtlich missbräuchliche Zwecke“ bezieht, kann im Einzelfall als unzulässig behandelt werden.

### Bezeichnung als „Querulant“ als Ablehnungsgrund
Die Bezeichnung einer Prozesspartei als „Querulant“ durch einen Richter ist eine sprachliche Entgleisung, die eine Ablehnung des Richters (§ 42 ZPO) wegen Befangenheit begründet, wenn er sich nicht sofort korrigiert und sich nicht bei der so bezeichneten Partei entschuldigt.

## Audio
- Geschichte des Querulantentums Recht haben wollen und Renitenz, 10.12 Minuten Audio-Version, Rupert Gaderer im Gespräch mit Dörte Hinrichs, Deutschlandfunk 17. Juni 2021